# Sergio (metropolita di Mosca)
Sergio, al secolo Nikolaj Jakovlevič Ljapidevskij (in russo Николай Яковлевич Ляпидевский?) (Tula, 9 maggio 1820 – San Pietroburgo, 11 febbraio 1898), fu, dal 9 agosto 1893 all'11 febbraio 1898, vescovo metropolita di Mosca.
Fu sepolto nel Monastero della Dormizione, a San Pietroburgo.